# 천체물리학 저널
《천체물리학 저널》(The Astrophysical Journal; ApJ 디 아스트로피지컬 저널; 압제이[ap jay][*])은 1895년 미국의 천문학자 조지 엘러리 헤일과 제임스 에드워드 킬러가 창간한 천체물리학 분야의 동료평가 학술지이다. 2013년 기준 매월 900쪽 분량으로 발간하고 있었다. 2015년 이후에는 왼쇄본 발행을 중단하고 전자저널로만 출판된다.
1953년부터는 《천체물리학 저널 보충 시리즈》(The Astrophysical Journal Supplement Series, ApJS)가 《천체물리학 저널》과 함께 출판되는데, 《천체물리학 저널》의 내용을 일반적으로 보충하는 더 장문의 기사가 실린다. 연간 2개의 권이 발행되며 1권에는 280페이지 분량의 2개의 호가 발행된다.
《천체물리학 저널 레터》(The Astrophysical Journal Letters, ApJL)은 수브라마니안 찬드라세카르가 《천체물리학 저널》의 파트 2로 1967년에 창간하였는데 영향력이 큰 연구의 신속한 출판에 초점을 맞춘 별도의 저널이다.
《천체물리학 저널》을 비롯한 3개의 저널은 시카고 대학교 출판부에서 미국천문학회 명의로 발행하다가 2009년 1월부터 IOP 출판으로 출판사가 넘어갔다.
미국천문학회의 《천문학 저널》도 앞서 2008년에 IOP로 출판사가 넘어갔는데, 학회측이 시카고 대학교 출판부 측의 비용 인상 요구를 받아들이지 못하여 거래처를 변경한 것이라고 알려졌다.
2022년 1월 1일, ApJ를 포함한 AAS 저널은 골든 오픈 액세스(Golden open access) 모델로 전환하여 신규의 모든 논문은 크리에이티브 커먼즈 저작자 표시 라이선스에 따라 발표되고, 종전에 출판된 논문에 대해서는 액세스 제한 및 구독 요금이 삭제되었다.

## 역대 주필
- 조지 엘러리 헤일 (1895년–1902년)
- 에드윈 브랜트 프로스트 (1902년–1932년)
- 에드윈 허블 (1932년–1952년)
- 수브라마니안 찬드라세카르 (1952년–1971년)[6]
- 헬무트 A. 압트 (1971년–1999년)
- 로버트 케니커트 (1999년–2006년)
- 에단 비슈니아크 (2006년-현재)